# Patharghata
Patharghata è un sottodistretto (upazila) del Bangladesh situato nel distretto di Barguna, divisione di Barisal. Si estende su una superficie di 387,36 km² e conta una popolazione di 134.635 abitanti (dato censimento 1991).